# Radio 2 Happy Family
Radio 2 Happy Family è stato un programma radiofonico e televisivo trasmesso dal 2022 al 2024 su Rai Radio 2 e su Rai 2, con la conduzione di Ema Stokholma e i Gemelli di Guidonia.

## Il programma
Il programma parte il 4 luglio 2022
in sostituzione della trasmissione radiofonica Il ruggito del coniglio e della messa in onda in differita televisiva di un’altra trasmissione di Radio 2, Radio 2 Social Club durante la loro pausa estiva.
Nella prima (estate 2022), nella terza (estate 2023) e nella quinta edizione (estate 2024), andava in onda dal lunedì al venerdì dalle 8:35 alle 10:30. Nei giorni festivi, così come il sabato, veniva proposto il meglio del programma. Nella seconda edizione (2022-2023), le puntate andavano in onda su Radio 2 il sabato dalle 16:00 alle 18:00 e in differita su Rai 2 la domenica seguente dalle 9:35 alle 11:00. La quarta edizione (2023-2024) è andata in onda, con il pubblico in studio, dal lunedì al venerdì dalle 17 alle 18 contemporaneamente su Rai 2 e su Radio 2. Il giorno dopo Rai 2 trasmetteva la replica dalle 7:30 alle 8:30, mentre il "best of" andava in onda la domenica dalle 9:00 alle 11:00 e su Rai Radio 2 il sabato dalle 16:00 alle 18:00.

## Puntate
| Nº | Data              | Ospiti                          | Telespettatori | Share | Fonte  |
| -- | ----------------- | ------------------------------- | -------------- | ----- | ------ |
| 1  | 4 luglio 2022     | Fiorello                        | 149.000        | 3,8%  | [ 2 ]  |
| 2  | 5 luglio 2022     | Carlo Conti                     | 146.000        | 3,7%  | [ 3 ]  |
| 3  | 6 luglio 2022     | -                               | 170.000        | 4,6.% | [ 4 ]  |
| 4  | 7 luglio 2022     | Orietta Berti                   | 159.000        | 4,2%  | [ 5 ]  |
| 5  | 8 luglio 2022     | Andrea Delogu                   | 159.000        | 4,0%  | [ 6 ]  |
| 6  | 9 luglio 2022     | Best of                         | 134.000        | 3,3%  | [ 7 ]  |
| 7  | 11 luglio 2022    | Nek                             | 179.000        | 4,5%  | [ 8 ]  |
| 8  | 12 luglio 2022    | Flavio Insinna                  | 152.000        | 4,1%  | [ 9 ]  |
| 9  | 13 luglio 2022    | Gigi D'Alessio                  | 158.000        | 4,1%  | [ 10 ] |
| 10 | 14 luglio 2022    | Stefano De Martino, Biagio Izzo | 151.000        | 4,1%  | [ 11 ] |
| 11 | 15 luglio 2022    | -                               | 182.000        | 4,6%  | [ 12 ] |
| 12 | 16 luglio 2022    | Best of                         | 151.000        | 3,6%  | [ 13 ] |
| 13 | 18 luglio 2022    | Biagio Antonacci                | 126.000        | 3,4%  | [ 14 ] |
| 14 | 19 luglio 2022    | Clementino                      | 17.000         | 4,4%  | [ 15 ] |
| 15 | 20 luglio 2022    | -                               | 151.000        | 3,7%  | [ 16 ] |
| 16 | 21 luglio 2022    | Maria Giovanna Elmi             | 148.000        | 3,6%  | [ 17 ] |
| 17 | 22 luglio 2022    | Massimo Boldi                   | 172.000        | 4,5%  | [ 18 ] |
| 18 | 23 luglio 2022    | Best of                         | 121.000        | 2,9%  | [ 19 ] |
| 18 | 25 luglio 2022    | Valerio Lundini                 | 137.000        | 3,7%  | [ 20 ] |
| 19 | 26 luglio 2022    | Marco Masini                    | 177.000        | 4,5%  | [ 21 ] |
| 20 | 27 luglio 2022    | Roberto Giacobbo                | 176.000        | 4,5%  | [ 22 ] |
| 21 | 28 luglio 2022    | -                               | 157.000        | 4,1%  | [ 23 ] |
| 22 | 29 luglio 2022    | -                               | 160.000        | 4,1%  | [ 24 ] |
| 23 | 30 luglio 2022    | Best of                         | 177.000        | 4,1%  | [ 25 ] |
| 24 | 1º agosto 2022    | -                               | 152.000        | 4,0%  | [ 26 ] |
| 25 | 2 agosto 2022     | -                               | 183.000        | 4,8%  | [ 27 ] |
| 26 | 3 agosto 2022     | Vincenzo Salemme                | 163.000        | 4,3%  | [ 28 ] |
| 27 | 4 agosto 2022     | -                               | 195.000        | 5,1%  | [ 29 ] |
| 28 | 5 agosto 2022     | -                               | 165.000        | 4,5%  | [ 30 ] |
| 29 | 6 agosto 2022     | Best of                         |                |       |        |
| 30 | 8 agosto 2022     | -                               | 152.000        | 3,9%  | [ 31 ] |
| 31 | 9 agosto 2022     | -                               |                |       |        |
| 32 | 10 agosto 2022    | Eros Ramazzotti                 | 137.000        | 3,5%  | [ 32 ] |
| 33 | 11 agosto 2022    | -                               | 146.000        | 3,8%  | [ 33 ] |
| 34 | 12 agosto 2022    | Federica Pellegrini             | 157.000        | 3,6%  | [ 34 ] |
| 35 | 13 agosto 2022    | Best of                         | 139.000        | 3,2%  | [ 35 ] |
| 36 | 15 agosto 2022    | Best of                         | 159.000        | 3,5%  | [ 36 ] |
| 37 | 16 agosto 2022    | Best of                         | 181.000        | 4,1%  | [ 37 ] |
| 38 | 17 agosto 2022    | Best of                         | 186.000        | 4,3%  | [ 38 ] |
| 39 | 18 agosto 2022    | -                               | 228.000        | 5,3%  | [ 39 ] |
| 40 | 19 agosto 2022    | -                               | 170.000        | 3,8%  | [ 40 ] |
| 41 | 20 agosto 2022    | Best of                         |                |       |        |
| 42 | 22 agosto 2022    | -                               | 230.000        | 5,9%  | [ 41 ] |
| 43 | 23 agosto 2022    | -                               | 153.000        | 4,0%  | [ 42 ] |
| 44 | 24 agosto 2022    | -                               | 151.000        | 3,7%  | [ 43 ] |
| 45 | 25 agosto 2022    | -                               | 131.000        | 3,2%  | [ 44 ] |
| 46 | 26 agosto 2022    | -                               | 203.000        | 5,1%  | [ 45 ] |
| 47 | 27 agosto 2022    | Best of                         | 154.000        | 3,8%  | [ 46 ] |
| 48 | 29 agosto 2022    | -                               | 165.000        | 4.1%  | [ 47 ] |
| 49 | 30 agosto 2022    | -                               |                |       |        |
| 50 | 31 agosto 2022    |                                 |                |       |        |
| 51 | 1 settembre 2022  |                                 |                |       |        |
| 52 | 2 settembre 2022  |                                 |                |       |        |
| 53 | 3 settembre 2022  | Best of                         |                |       |        |
| 54 | 5 settembre 2022  |                                 |                |       |        |
| 55 | 6 settembre 2022  | Michela Giraud                  |                |       |        |
| 56 | 7 settembre 2022  |                                 |                |       |        |
| 57 | 8 settembre 2022  |                                 |                |       |        |
| 58 | 9 settembre 2022  | Luca Barbarossa, Andrea Perroni |                |       |        |
| 59 | 18 settembre 2022 | Best of                         |                |       |        |
| 60 | 25 settembre 2022 | Best of                         |                |       |        |